# Miss Moldavia
Miss Moldavia (en rumano: Miss Moldova) es un concurso de belleza nacional en Moldavia. Se encarga de seleccionar a las representantes del país para los concursos Miss Mundo, Miss Internacional y Miss Tierra.

## Ganadoras

### Miss Mundo Moldavia
: Declarada como ganadora
     : Terminó como finalista
     : Terminó como una de las semifinalistas o cuartofinalistas
     : Terminó como ganadora de premios especiales
| Año                           | Miss Moldavia | Distrito | Posición en Miss Mundo | Premios especiales |
| ----------------------------- | --- | --- | --- | --- |
| 2025                          | Micaela Nikolalev | Dubăsari | Por competir | Por competir |
| 2023                          | Diana Spotarenko | Gagaúzia | No clasificó | |
| 2022                          | Miss Mundo 2021 se reprogramó para el 16 de marzo de 2022 debido al brote de pandemia de COVID-19 en Puerto Rico, no comenzó ninguna edición en 2022 | Miss Mundo 2021 se reprogramó para el 16 de marzo de 2022 debido al brote de pandemia de COVID-19 en Puerto Rico, no comenzó ninguna edición en 2022 | Miss Mundo 2021 se reprogramó para el 16 de marzo de 2022 debido al brote de pandemia de COVID-19 en Puerto Rico, no comenzó ninguna edición en 2022 | Miss Mundo 2021 se reprogramó para el 16 de marzo de 2022 debido al brote de pandemia de COVID-19 en Puerto Rico, no comenzó ninguna edición en 2022 |
| 2021                          | Tatiana Ovcinicova | Chisináu | No clasificó | |
| 2020                          | Debido al impacto de la pandemia de COVID-19, no hubo concurso en 2020                                                                               | Debido al impacto de la pandemia de COVID-19, no hubo concurso en 2020                                                                               | Debido al impacto de la pandemia de COVID-19, no hubo concurso en 2020                                                                               | Debido al impacto de la pandemia de COVID-19, no hubo concurso en 2020                                                                               |
| 2019                          | Elizaveta Kuznitova | Tiráspol | Top 40 | - Top Model (Top 40) - Deportes (Top 32) |
| 2018                          | Tamara Zarețcaia | Chisináu | No clasificó | - Deportes (Top 24) |
| 2017                          | Ana Badaneu | Chisináu | Top 40 | - Desafío Head-to-Head (ganadora) |
| 2016                          | Daniela Marin | Leova | No clasificó | |
| 2015                          | Anastasia Iacub | Băcioi | No clasificó | |
| 2014                          | Alexandra Căruntu | Ungheni | No clasificó | |
| 2013                          | Valeriya Tsurkan | Tiraspol | No clasificó | - Belleza Playera (Top 11) |
| 2012                          | No compitió | No compitió | No compitió | No compitió |
| 2011                          | Veronica Popovici | Chisináu | No clasificó | - Belleza Playera (Top 36) |
| 2010                          | Daria Zaiteva | Chisináu | No clasificó | - Belleza Playera (Top 40) |
| 2009                          | Maria Bragaru | Chisináu | No clasificó | - Miss World Dress Designer (Top 12) |
| 2008                          | Iana Varnacova | Chisináu | No clasificó | |
| 2007                          | Ina Codreanu | Chisináu | No clasificó | - Talento (Top 18) |
| 2006                          | Alexandra Demciuk | Chisináu | No clasificó | |
| 2005                          | Irina Dolovova | Chisináu | No clasificó | - Belleza Playera (1.ª finalista) |
| 2004                          | Marina Chivaciuc | Chisináu | No clasificó | |
| 2003                          | Elena Danilciuc | Chisináu | No clasificó | |
| No compitió entre 2001 y 2002 | | | | |
| 2000                          | Mariana Moraru | Chisináu | No clasificó | |

### Miss Universo Moldavia
| Año  | Miss Universo Moldavia | Distrito | Posición en Miss Universo | Premios especiales |
| ---- | ---------------------- | -------- | ------------------------- | ------------------ |
| 2024 | Djulieta Calalb        | Chisináu | No clasificó              |                    |

### Miss Internacional Moldavia
: Declarada como ganadora
     : Terminó como finalista
     : Terminó como una de las semifinalistas o cuartofinalistas
     : Terminó como ganadora de premios especiales
| Año                                                                  | Miss Internacional Moldavia | Distrito    | Posición en Miss Internacional | Premios especiales     |
| -------------------------------------------------------------------- | --------------------------- | ----------- | ------------------------------ | ---------------------- |
| 2024                                                                 | Arina Mardari               | Chisináu    | Por competir                   | Por competir           |
| 2023                                                                 | Djulieta Calalb             | Chisináu    | No clasificó                   |                        |
| 2022                                                                 | No compitió                 | No compitió | No compitió                    | No compitió            |
| Debido a la pandemia de COVID-19, no hubo concurso entre 2020 y 2021 |                             |             |                                |                        |
| 2019                                                                 | No compitió                 | No compitió | No compitió                    | No compitió            |
| 2018                                                                 | Daniela Marin               | Leova       | No clasificó                   |                        |
| 2017                                                                 | Daniela Bejan               | Chisináu    | No clasificó                   |                        |
| 2016                                                                 | Alina Chirciu               | Chisináu    | No clasificó                   | - Miss Cuerpo Perfecto |
| 2015                                                                 | Anastasia Fotachi           | Chisináu    | No clasificó                   |                        |

### Miss Tierra Moldavia
: Declarada como ganadora
     : Terminó como finalista
     : Terminó como una de las semifinalistas o cuartofinalistas
     : Terminó como ganadora de premios especiales
| Año                             | Miss Tierra Moldavia | Distrito | Posición en Miss Tierra | Premios especiales |
| ------------------------------- | -------------------- | -------- | ----------------------- | ------------------ |
| No compitió entre 2019-presente |                      |          |                         |                    |
| 2018                            | Dumitrița Izbișciuc  | Chisináu | No clasificó            |                    |
| 2017                            | Veronica Buzovoi     | Chisináu | No clasificó            |                    |
| 2016                            | Tatiana Ovcinicová   | Chisináu | No clasificó            | - Mejor Eco-Video  |
| No compitió entre 2013 y 2015   |                      |          |                         |                    |
| 2012                            | Aliona Chitoroaga    | Chisináu | No clasificó            |                    |